# 산통

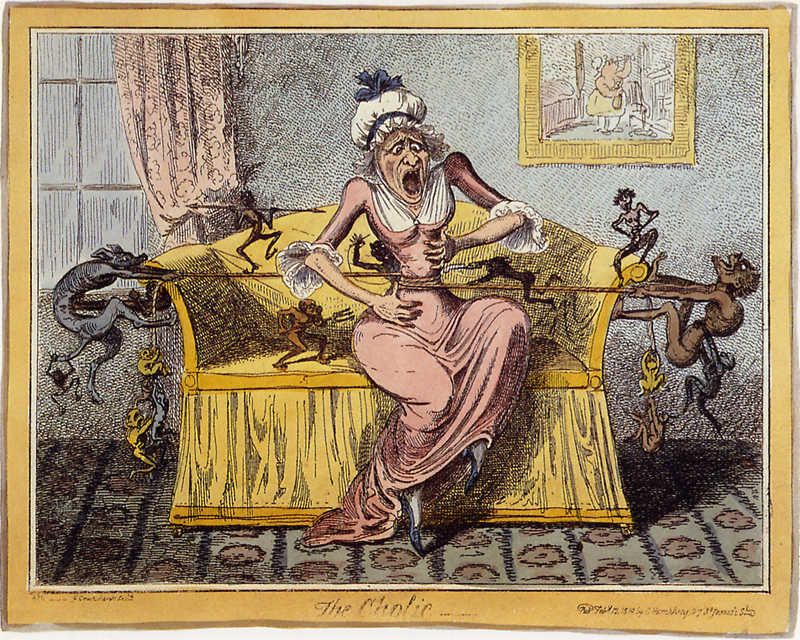

산통(colic)은 갑자기 시작했다가 멈추는 통증의 일종이다. 내용물을 밖으로 강제 퇴출시킴으로써 가로막히는 일을 완화시키기 위해 작은창자, 큰창자, 쓸개, 수뇨관 등의 근육 수축으로 인해 발생한다. 땀, 구토가 동반될 수 있다.
영아산통을 포함한 여러 유형이 존재한다.